# Monte e lagoa de Louro
Monte e lagoa de Louro este o arie protejată (arie specială de conservare — SAC, sit de importanță comunitară — SCI) din Spania întinsă pe o suprafață de 1.095,75 ha, din care 46 % marine.

## Localizare
Centrul sitului Monte e lagoa de Louro este situat la coordonatele 42°45′39″N 9°06′54″W / 42.7609°N 9.1149°V.

## Înființare
Situl Monte e lagoa de Louro a fost declarat sit de importanță comunitară în februarie 1999 pentru a proteja 2 specii de plante și 35 de specii de animale. Situl a fost protejat și ca arie specială de conservare în martie 2014.

## Biodiversitate
Situată în ecoregiunile atlantică și marină Atlantică, aria protejată conține 28 de habitate naturale: Grohotișuri termofile și vest-mediteraneene, Pajiști uscate europene, Peșteri inaccesibile publicului, Dune de coastă fixe cu vegetație erbacee („dune gri”), Pajiști cu Molinia pe soluri calcaroase, turboase sau argilos-nămoloase (Molinion caeruleae), Matorral arborescenți cu Laurus nobilis, Lagune de coastă, Dune cu vegetație ierboasă Malcolmietalia, Dune mobile cu vegetație embrionară, Roci stâncoase cu vegetație pionieră de Sedo-Scleranthion sau Sedo albi-Veronicion dillenii, Terase mlăștinoase și terase nisipoase neacoperite de apă la reflux, Peșteri marine scufundate complet sau parțial, Estuare, Păduri aluvionare cu Alnus glutinosa și Fraxinus excelsior (Alno-Padion, Alnion incanae, Salicion albae), Pseudostepă cu ierburi și specii anuale de Thero-Brachypodietea, Fânețe de joasă altitudine (Alopecurus pratensis, Sanguisorba officinalis), Liziere de ierburi înalte hidrofile de câmpie și de nivel montan până la alpin, Vegetație anuală la limita mareei, Faleze cu vegetație de pe coastele atlantice și baltice, Dune mobile de-a lungul țărmului cu Ammophila arenaria („dune albe”), Recifuri, Bancuri de nisip acoperite în permanență slab de apă marină, Pajiști umede mediteraneene cu ierburi înalte de Molinio-Holoschoenion, Golfuri mici largi și golfuri puțin adânci, Dune cu tufărișuri sclerofile Cisto-Lavenduletalia, Cursuri de apă de la nivel de câmpie la nivel montan, cu vegetație Ranunculion fluitantis și Callitricho-Batrachion, Pante stâncoase silicioase cu vegetație casmofită, Pășuni atlantice udate de apa mării (Glauco-Puccinellietalia maritimae).
La baza desemnării sitului se află mai multe specii protejate:
- plante (2): Rumex rupestris, Sphagnum pylaesii
- păsări (28): pescăruș albastru (Alcedo atthis), rață lingurar (Anas clypeata), rață pitică (Anas crecca), rață fluierătoare (Anas penelope), rață mare (Anas platyrhynchos), stârc cenușiu (Ardea cinerea), rață-cu-cap-castaniu (Aythya ferina), rața moțată (Aythya fuligula), caprimulg (Caprimulgus europaeus), prundăraș de sărătură (Charadrius alexandrinus), chirighiță neagră (Chlidonias niger), șoim de iarnă (Falco columbarius), lișiță (Fulica atra), stârc pitic (Ixobrychus minutus), sitar de mal nordic (Limosa lapponica), culic mare (Numenius arquata), Numenius phaeopus, cormoran mare (Phalacrocorax carbo), Phalacrocorax carbo sinensis, bătăuș (Philomachus pugnax), lopătar (Platalea leucorodia), ploier auriu (Pluvialis apricaria), cresteț pestriț (Porzana porzana), chiră mică (Sterna albifrons), chiră de baltă (Sterna hirundo), chiră de mare (Sterna sandvicensis), turturică (Streptopelia turtur), silvie de tufiș (Sylvia undata)
- amfibieni (1): Chioglossa lusitanica
- mamifere (4): vidră de râu (Lutra lutra), liliacul mare cu potcoavă (Rhinolophus ferrumequinum), liliacul mic cu potcoavă (Rhinolophus hipposideros), delfin mare (Tursiops truncatus)
- nevertebrate (1): croitorul mare al stejarului (Cerambyx cerdo)
- reptile (1): Lacerta schreiberi

Pe lângă speciile protejate, pe teritoriul sitului au mai fost identificate 2 specii de păsări, 1 specie de amfibieni, 1 specie de mamifere, 2 specii de reptile.